# Canalis caroticus

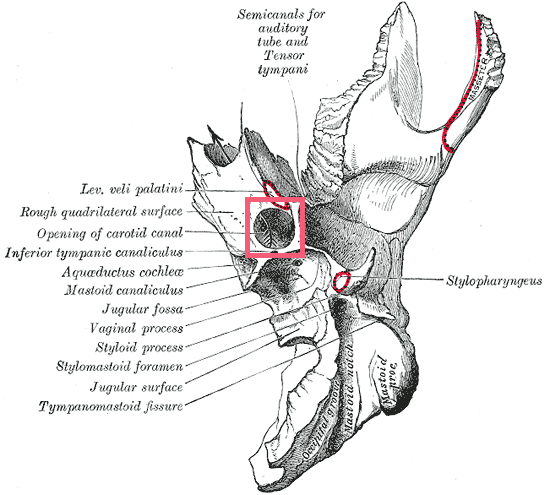
A bal halántékcsont felső felszíne (a piros négyzet jelöli a járat nyílását)

A halántékcsont (os temporale) belső felszínén a durva felszínű apex mögött található a nagy körkörös nyílású canalis caroticus (ez egy járat) . Ez először függőlegesen majd egy kanyar után vízszintesen halad előre és befelé. Ezen keresztül halad a koponyába az arteria carotis interna és a plexus caroticus internus. A fejbe tartó szimpatikus idegrendszer szintén itt halad keresztül. Ezeknek különféle motoros funkciójuk van: mozgatják a szemhéjat (musculus tarsus superior), tágítják a pupillát és összehúzzák a fej ereit.